# Halowe Mistrzostwa Europy w Lekkoatletyce 1980 – pchnięcie kulą mężczyzn
Pchnięcie kulą mężczyzn – jedna z konkurencji technicznych rozgrywanych podczas halowych lekkoatletycznych mistrzostw Europy w hali Glaspalast w Sindelfingen.  Rozegrano od razu finał 2 marca 1980. Zwyciężył reprezentant Jugosławii Zlatan Saračević. Tytułu zdobytego na poprzednich mistrzostwach nie bronił Reijo Ståhlberg z Finlandii.

## Rezultaty
Rozegrano od razu finał, w którym wzięło udział 4 miotaczy.

Opracowano na podstawie materiału źródłowego.
| Poz. | Zawodnik         | Reprezentacja  | Próby | Próby | Próby | Próby | Próby | Próby | Wynik |
| Poz. | Zawodnik         | Reprezentacja  | 1     | 2     | 3     | 4     | 5     | 6     | Wynik |
| ---- | ---------------- | -------------- | ----- | ----- | ----- | ----- | ----- | ----- | ----- |
| 01 ! | Zlatan Saračević | Jugosławia     | 20,43 | 19,40 | 19,09 | x     | 19,76 | x     | 20,43 |
| 02 ! | Jaromír Vlk      | Czechosłowacja | 19,77 | 20,19 | 19,73 | 19,70 | 19,58 | 19,70 | 20,19 |
| 03 ! | Ivan Ivančić     | Jugosławia     | 19,48 | x     | x     | 19,28 | 19,32 | x     | 19,48 |
| 4.   | Remigius Machura | Czechosłowacja | 18,03 | 18,25 | 18,12 | 18,56 | 18,06 | x     | 18,56 |